# Retourne
De Retourne is een zijrivier van de Aisne in Frankrijk. Zij ontspringt te Leffincourt in het zuiden van het departement van de Ardennes en loopt in westelijke richting vrijwel parallel aan de Aisne. De rivier mondt, langs de linkeroever, uit in de Aisne te Neufchâtel-sur-Aisne op een hoogte van 57 meter.